# Nicolai Eigtved
Nicolai Eigtved également connu sous le nom de Niels Eigtved, né le 4 ou 22 juin 1701 dans la commune de Ringsted, et mort le 7 juin 1754 à Copenhague, est un architecte baroque danois.

## Biographie
Nicolai Eigtved se forme dans le métier de son père, Mads Nielsen, un fermier. Il quitte Haraldsted, au Sud du Danemark, en 1723 et, après avoir passé par Berlin et la Saxe, s'installe à Varsovie. En 1726, il est embauché par l'architecte saxon-polonais Matthäus Daniel Pöppelmann. De 1730 à 1733 il est capitaine du Corps d'ingénieurs.
Il quitte Dresde pour Rome en 1733, où il développe ses propres projets. En 1735, se rend à Vienne pour inspecter la résidence de campagne du prince Eugène. La même année, il se rend à Bayern pour étudier les châteaux de Munich, Nymphenburg et Schleissheim. Dans cette période, il connaît le mouvement du Rococo. Plus tard dans l'année, il rentre au Danemark.
À Copenhague, il est nommé au poste de bâtisseur de la cour et contribue à la construction et la décoration du Christiansborg, qu'il façonné au style rococo.  
Il a notamment réalisé le palais du Prince pour Frédéric V de Danemark, entre 1743 et 1744 (bâtiment qui abrite aujourd'hui le musée national du Danemark à Copenhague), et le palais Christian IX à Amalienborg.
Nicolai Eigtved fut le premier directeur de l'Académie royale des beaux-arts du Danemark lors de sa création en 1754. Il meurt en juin de la même année, étant remplacé par l'architecte français Jacques Saly.